# Агитка (спорт)
Агитката представлява група от хора, подкрепяща даден спортен клуб. Най-популярният спорт, в който се изявяват агитките, е футбола.
Агитките си имат традиционно място на стадиона, за агитката на ЦСКА това е сектор „Г“, а за агитката на Левски сектор „Б“, които се намират срещуположно, зад вратите. Популярни агитки има в първенствата на Европа и Южна Америка.
Част от агитката се познават и са се разбрали да отидат заедно на мача, докато друга част се озовават там без да са се разбирали с някой. В по-големите градове като София, Варна, Пловдив, където са представени по няколко футболни отбора в първенството, агитката както и феновете като цяло живеят в различни краища на града, макар и да има смесени райони и квартали. В София компактни групи привърженици на Левски живеят около стадион Герена докато кварталите „Младост“ и Изток в София (в близост до стадион Българска армия) се знаят като представящи голям брой привърженици на ЦСКА. Агитката в повечето случаи е тази, която използва нелегално внесени димки (обикновени с амониева селитра както и военни) и бомбички. Агитката разполага с големи знамена, конфети и други материали подкрепящи отбора. Често агитката скандира толкова силно, че не се чува нищо освен скандирането, нито коментаторите на стадиона, нито агитката на противниковия отбор. Като се пусне димка или бомбичка в агитката много често нищо не се вижда наоколо, понякога е нужно да се мести нагоре и надолу по трибуната, за да се предпази от задушаване. Когато полицията нахлуе в сектора на агитката също се налага да се отстъпва, понякога се стига и до стълкновения. Агитката често пътува и в други градове и държави, за да подкрепи любимците си. В такива случаи понякога се стига до стълкновения с привържениците на местния отбор. Футболните фенове в частност агитката са обвинявани в хулиганство, когато се случат инциденти.(1)